# 붉은배거북
붉은배거북또는북부붉은배거북은 거북목 늪거북과의 파충류이다.

## 특징

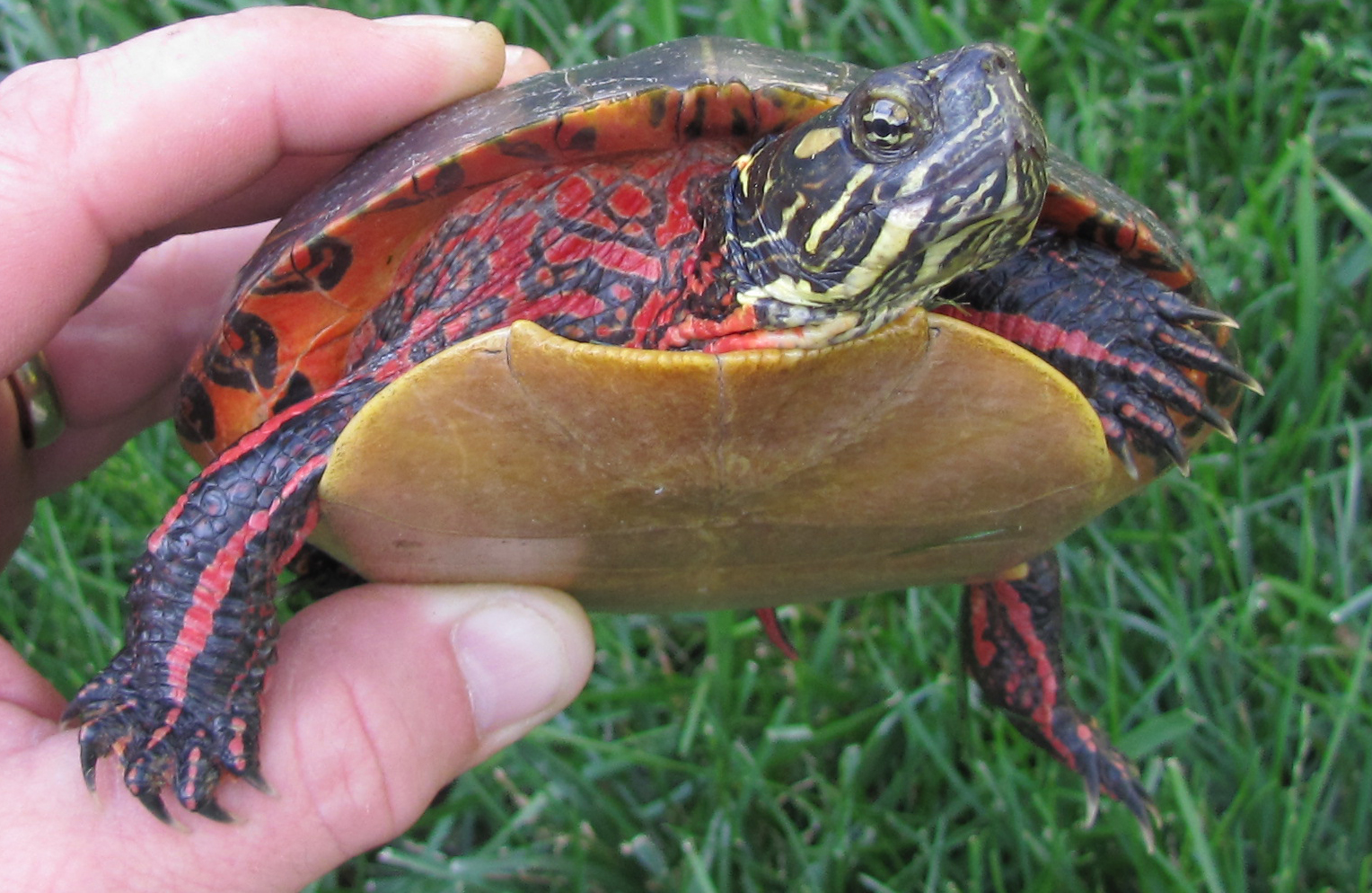

몸의 길이는 평균 29~30cm이고 몸무게는 평균 3kg이다. 암컷은 최대 40cm까지 성장할 수 있다.

## 생태
하천과 호수, 연못, 습지 등에 서식하고 수생 식물이 무성한 환경을 좋아한다. 주행성 동물이고 일광욕을 좋아한다.
잡식동물로서 식물, 조류, 어류, 양서류의 유생, 곤충, 갑각류, 조개, 동물의 사체 등을 먹는다.

## 참조
- http://www.dcnr.state.pa.us/wrcf/rbturt.aspx